# L'Hôtel
L'Hôtel è un albergo a 5 stelle a Parigi nel quartiere Saint-Germain-des-Prés, parte del VI arrondissement.
Con sole venti stanze disponibili, è il più piccolo hotel a 5 stelle della città.

## Edificio

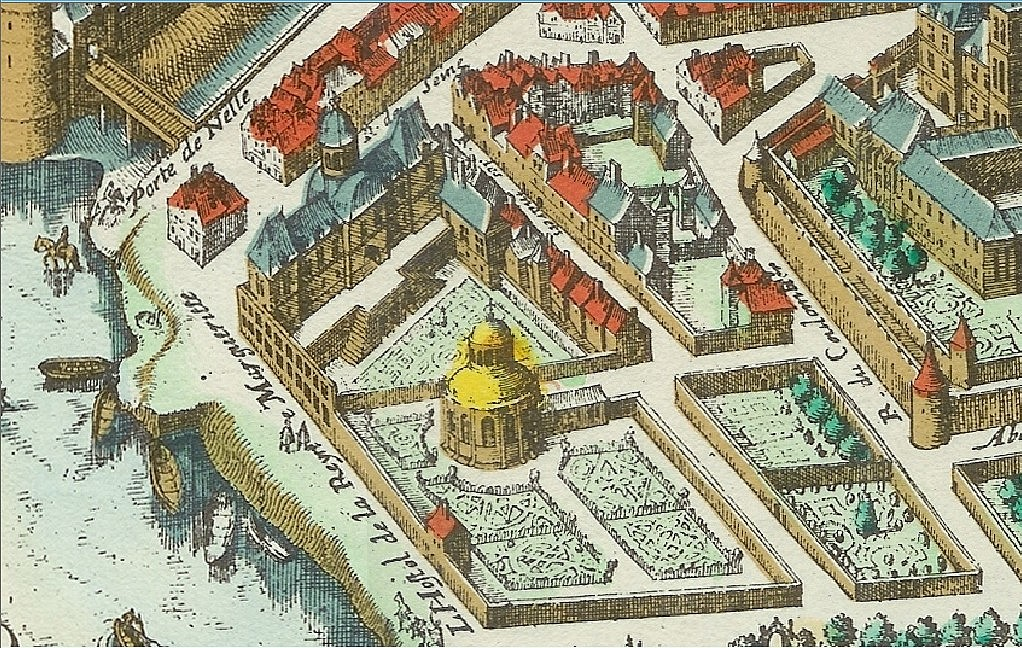
Hôtel de la reine Marguerite in una mappa del XVI secolo.

Il sito su cui sorge l'albergo era occupato fino al XVII secolo dalla vasta residenza di Margherita di Valois, che dopo la morte della regina fu parzialmente riutilizzata a scopo monastico dai "piccoli agostiniani" e parzialmente distrutta per costruire nuovi edifici, fra cui l'École nationale supérieure des beaux-arts.
Nel 1816 venne avviata la costruzione di un pavillon d'amour sui superstiti locali ipogei dell'ex palazzo della regina, a sei piani fuori terra (l'ultimo mansardato) e con funzione ricettiva. Nel 1825 venne distrutto l'Hôtel de Larochefoucauld per consentire l'aperture della via chiamata al tempo passage des Beaux-Arts (oggi rue des Beaux-Arts), rendendo necessario rimodellare il fronte dell'edificio per allinearlo alla nuova strada: i lavori vennero svolti nel 1828 dall'architetto Célestin-Joseph Happe che diedero all'edificio un aspetto neo-rinascimentale.
Nel 1963 l'edificio venne rilevato da un industriale nel settore tessile che commissionò un rinnovamento completo degli interni all'architetta Robin Westbrook; nei primi anni 2000 l'edificio passò nuovamente di proprietà e venne riallestito da Jacques Garcia.

## Storia, nomi e ospiti famosi

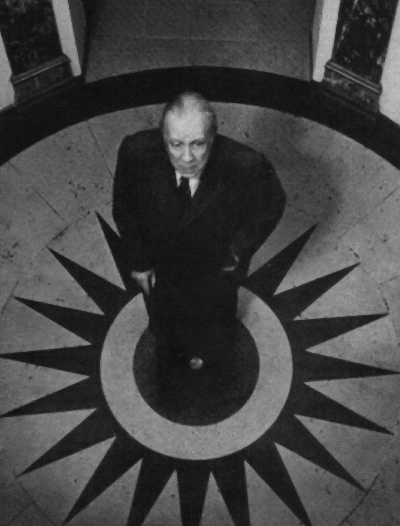
Jorge Luis Borges a L'Hôtel nel 1969.

Il primo nome noto con cui fu chiamato l'albergo è Hôtel d'Allemagne a partire dal 1868, subito cambiato nel 1870 in Hôtel d'Alsace per via della guerra franco-prussiana; con quest'ultimo nome l'albergo ospitò nella stanza 16 lo scrittore irlandese Oscar Wilde nei suoi ultimi giorni di vita, esule in Francia sotto il falso nome di Sebastian Melmoth, fino alla morte il 30 novembre 1900. L'albergo commemora lo scrittore con una targa sulla facciata e intestandogli il bar Wilde's Lounge, dove era solito bere champagne e assenzio con il suo amico ed ex-compagno Robert Ross; la sua camera, parzialmente preservata com'era al tempo di Wilde, è inoltre disponibile come suite per gli ospiti dell'albergo.
A partire dal 1963 l'albergo fu interamente rinnovato e cambiò nome nell'attuale L'Hôtel. Fra i vari personaggi celebri, ospitò anche la cantante Mistinguett, l'attore Marlon Brando e soprattutto lo scrittore Jorge Luis Borges. Quest'ultimo, secondo cui l'albergo era stato «scolpito da un ebanista», scelse appositamente L'Hôtel per il suo soggiorno per via della sua venerazione verso Oscar Wilde: all'età di nove anni lo scrittore argentino tradusse Il principe felice in spagnolo e da allora è sempre rimasto un grande appassionato di Wilde, al punto che decise di morire dove lo scrittore della sua infanzia morì; Borges morirà poi a Ginevra dove si trovava temporaneamente per delle cure.